# Química reticular
Química reticular é o estudo da ligação de entidades químicas com unidades distintas através de fortes ligações em estruturas estendidas e grandes estruturas moleculares discretas como as redes metalorgânicas e as redes orgânicas covalentes , em inglês MOF (metal-organic frameworks) e COF (covalente organic framework) respectivamente. O termo "reticular" é derivado do latim "retículo", que significa "tendo a forma de uma rede".

## Redes metalorgânicas (MOFs)
Os MOFs são compostos por íons metálicos e ligantes orgânicos, criando assim estruturas porosas cristalinas. Consequentemente, a síntese dos MOFs requer estruturas projetadas com precisão, além das propriedades adequadas transmitidas por seus constituintes, sendo a primeira classe de sólidos cristalinos a serem desenvolvidos no campo da química reticular.

### Origem
A química sintética organometálica surge da química de coordenação. O primeiro exemplo relatado de composto de coordenação foi o pigmento “Azul da Prússia” em Berlim, na Alemanha, no início do século XVIII.
Já a base conceitual da química de coordenação foi lançada pelo químico suíço Alfred Werner, que recebeu o prêmio Nobel de 1913. No início de sua carreira, em 1890, Werner tentou elucidar e conceituar o arranjo espacial de átomos em complexos de coordenação, desenvolvendo o conceito de estereoquímica e isômeros.
Os conceitos então recém-adquiridos sobre a estrutura molecular precisa, fornecida por Werner serviu de inspiração à Karl Andreas Hofmann, estendeu a prática da química de coordenação do regime molecular (0D) para dimensões maiores, especialmente estruturas 2D e 3D. Assim nasceu o Clatrato de Hofmann, um composto de coordenação estendida, construído a partir de camadas 2D antenadas de íons Ni2+ quadrado plano e octaédricos conectados por íons CN- com ligantes terminais de amônia no centro, apontados para as camadas adjacentes, facilitando assim a formação das cavidades que são moldadas pelos benzenos dos solventes, que servem como gabaritos.
Ao observar que a troca destes ligantes de amônia por w-diaminoalcanos criavam espaços para o encapsulamento de hóspedes, houve a introdução de ligantes orgânicos entre camadas adjacentes que facilitavam o ajuste da distância entre camadas, o que gerou um forte impacto nas propriedades do composto de coordenação estendida. Assim, para aumentar o controle que poderia ser exercido sobre as métricas das estruturas estendidas, a próxima progressão lógica foi ligar íons metálicos inteiramente através de moléculas orgânicas para formar o que se tornou conhecido como rede de coordenação.

### Unidade secundária de construção
O termo “unidade secundária de construção”, em inglês secondary building units (SBUs), foi criado inicialmente para classificar e descrever a rica estrutura química de zeólitos, desconstruindo-as em subunidades estruturais finitas ou infinitas. Assim, permite a descrição de estruturas altamente complexas em termos de redes simples, definindo arranjos de átomos como unidades construtoras. Transferido para a química dos MOFs, o termo descreve as unidades inorgânicas, sendo tipicamente aglomerados polinucleares de íons metálicos.
A combinação dessas estruturas rígidas e geometricamente bem definidas com ligantes orgânicos projetados deliberadamente, facilita a síntese direcionada de estruturas estendidas. Isso ocorre pela restrição geométrica inerente a esta subunidade de construção rígida, o que limita significativamente o número de possíveis topologias resultantes.

### Ligantes orgânicos
Até meados dos anos 90, ligantes doadores neutros, como bipiridinas e nitrilos, eram usados para preparar redes de coordenação. Porém, esses ligantes sofrem muitas desvantagens como a instabilidade arquitetônica, o que favoreceu a troca por ligantes quelantes carregados com grupos de ligação, como os carboxilatos, que carregam vantagens como:
(i) sua capacidade quelante fornece mais rigidez estrutural e direcional;
(ii) carga no ligante pode equilibrar a carga dos centros de metal catiônicos para contornar a formação de redes iônicas e evitar a necessidade de contraíons preenchendo os poros;
(iii) favorecem a formação de aglomerados polinucleares (SBUs) com geometria de coordenação geral fixa e conectividade;
(iv) forte ligação entre os ligantes e os centros metálicos SBUs que resulta em MOFs com alta estabilidade térmica, mecânica e química.

### Porosidade
O conceito de porosidade foi proposto desde 1896 em zeólitos inorgânicos e comprovado menos de 50 anos depois. A porosidade nos compostos de coordenação foi observada pela primeira vez em uma série de complexos moleculares do tipo Werner, mostrando que esses materiais são capazes de absorver reversivelmente gases tais como nitrogênio, oxigênio, argônio e hidrocarbonetos de maneira semelhante ao zeólitos.
A porosidade de um material é definida pela razão entre o volume dos poros e o volume total ocupado do sólido, sendo caracterizado por meio de suas propriedades de adsorção de gás. Alguns MOFs exibem porosidade ultra alta, superando a de todas as outras classes de sólidos porosos, além disso, a ligação de moléculas de gás adsorvidas à superfície interna dos MOFs é mais forte do que em materiais à base de carbono. Alguns princípios para a produção de MOF com superfície ultra alta são:  identificar os locais de adsorção no MOF e maximizar seu número, em geral estão próximos ao da SBUs pela sua natureza polar.
Não há correlação direta entre o tamanho do poro e a área específica. A captação de gás em baixa pressão é mais relevante para aplicações práticas e é determinada pela área específica acessível, e não pelo tamanho de poro. Além disso, os poros grandes consistem parcialmente em “volume morto”, onde o adsorvido não interage com a superfície do poro. Outra desvantagem de grandes poros em MOFs com boas propriedades de sorção é que embora a captação gravimétrica de gás (m2 /g) possa ser alta, ocorre captação volumétrica (m2 /cm3) baixa. Isso porque a captação gravimétrica aumenta com o tamanho do poro até o limite teórico, enquanto a captação volumétrica só aumenta até que o tamanho crítico de poro seja atingido e diminuirá com a expansão direcional.
Embora esses cristais moleculares mostrem captação de gás, vale ressaltar que o ciclo de captação e liberação causa uma diminuição da porosidade que pode ser atribuída a uma transição de fase da estrutura para uma forma densa e não porosa. Este fato não é surpreendente, levando em consideração que a estrutura cristalina é mantida unida apenas por interações não covalentes fracas.
Porém, uma maior estabilidade foi conferida pelas SBUs, que tornaram possível remover as moléculas de solventes dos poros sem colapsar a estrutura do MOF, levando a microporosidade permanente. A prova inequívoca da porosidade permanente em um sólido estendido organometálico foi obtida pela primeira vez em 1998 para o MOF-2 através de medidas de adsorção reversível de nitrogênio a 77K, sendo um ponto de virada na química de sólidos organometálicos estendidos. Estas estruturas robustas formadas por aglomerados polinucleares fornecia rigidez e direcionalidade, enquanto a carga dificulta a aproximação e a formação das estruturas neutras. Sua maior estabilidade levou a microporosidade permanente, então o termo MOF foi predominantemente aplicado para distinguir essas estruturas.

### MOF 3D
A utilização das SUBs permitiu a produção de geometria e conectividade variada, que juntos com a rigidez e direcionalidade facilitaram a síntese reticular e o desenvolvimento de novas estruturas rígidas e permanentemente porosas. Essas estruturas foram resolvidas logo após a descoberta da difração de raio X por cristais.
Estruturas com poros esféricos 3D consistem em polígonos com grande número de arestas, o que permite a formação de poros 3D grandes a partir de ligantes relativamente curtos. Como exemplo o MOF MIL-100,  que compreende poros com diâmetro entre 25 a 29 Å, porém ao substituir  o ligante 1,3,5-benzenotricarboxilato (BTC) por um análogo expandido (TATB) completamente plano forma um análogo do MIL-100 denominado PCN-333 que tem poros com diâmetro entre 55 a 68 Å .

## Estabilidade das estruturas
Estabilidade química é a capacidade que um determinado material tem de suportar um tratamento químico sem nenhuma alteração significativa em sua estrutura. É avaliada pela análise de do seu padrão de difração de raio x.
Estabilidade térmica é a capacidade que um material tem de suportar o tratamento térmico sem nenhuma alteração significativa em sua estrutura. Avaliado pela análise termogravimétrica ou calorimetria de varredura diferencial e difração de raio x.
Estabilidade mecânica é a capacidade que um determinado material tem de suportar forças extremas. Avaliado por pressurização, nanoindentação, ou determinação da resistência à tração.
Estabilidade arquitetônica é a capacidade que um determinado material tem de reter sua estrutura na ausência de moléculas hóspedes. Avaliado evacuando o solvente dos poros de um MOF subsequente confirmação de sua estrutura e porosidade do cristal.

## Rede de coordenação
Os primeiros membros dessa nova classe de materiais foram relatados no Japão, onde fizeram o uso da química bem estabelecida de cobre e os ligaram através de unidades de alquilonitrilo de diferentes comprimentos para produzir uma série de materiais cristalinos com estruturas de dimensionalidade variável.
A classificação topológica se baseia nos princípios geométricos da química dos cristais estabelecidos por Alexander F. Wells,  que desenvolveu um sistema simplificado, descrevendo as redes construídas a partir de nós e links .
Neste caso, a topologia refere-se a uma representação simplificada de uma estrutura cristalina, considerando apenas a conectividade e não as informações químicas ou métricas de seus constituintes . A nomenclatura usa três códigos de letras pequenas em negrito, que são compilados no banco de dados do recurso de estrutura química reticular RCSR. Esses nomes geralmente são relacionados aos nomes de minerais naturais dessa tipologia específica, por exemplo diamante = dia, quartzo = qtz.
A topologia da rede subjacente é derivada construindo-a em vértices (nós) e arestas (links). São diferenciados com base no número de conexões com outras unidades de construção dentro da estrutura. Assim, uma aresta possui 2 pontos de extensão e um vértice é definido como uma unidade de construção com 3 ou mais pontos de extensão.
A imensa diversidade de estruturas de redes de coordenação teoricamente acessíveis levou a necessidade de implantar princípios de designe geralmente aplicáveis a essa classe de materiais.  Desenvolvidos no campo da engenharia de cristais, os químicos procuram entender interações fracas entre moléculas individuais e sólidos moleculares, a fim de projetar a disposição dentro do cristal.
O uso de princípios de desenho geométrico para redes de coordenação e a abordagem da unidade de construção molecular significou uma importante evolução na síntese de redes estendidas. Duas redes de coordenação ampliadas foram publicadas em 1995, essenciais no desenvolvimento do campo dos MOFs, onde o termo foi utilizado pela primeira vez por Omar M. Yaghi. O termo foi inicialmente utilizado para descrever a composição geral e o caráter da estrutura.

## Teoria da adsorção de gás
Os 4 parâmetros usados como medida de porosidade são: área específica, volume específico de poros, porosidade e tamanho dos poros. A captação de fluido (gasosos e líquidos) por materiais porosos é frequentemente referida como adsorção. Já a sorção faz referência tanto a adsorção quanto a dessorção, independente do mecanismo físico envolvido.  Assim, a adsorção corre em um espaço fechado, com o material exposto a um gás, a uma pressão definida, resultando na adsorção do gás (adsorvido) pelo sólido (adsorvente).
De acordo com a IUPAC, existem três classes de materiais porosos, divididas com base no tamanho do poro:
(i) Microporoso, com diâmetro menor do que 2 nm;
(ii) Mesoporoso, com diâmetro entre 2 nm e 50 nm;
(iii) Macroporoso, com diâmetro acima de 50 nm.
Os MOFs normalmente têm poros dentro do regime micro e mesoporoso.

### Fisissorção e Quimissorção
Fisissorção é um processo exotérmico, com interações fracas e de magnitude semelhante às responsáveis pela condensação de vapores e desvios de comportamento ideal do gás em gases reais. Tem baixo grau de direcionalidade e especificidade, assim as moléculas adsorvidas mantém sua identidade e multicamadas podem ser formadas a altas pressões relativas. O equilíbrio é alcançado rapidamente, mas pode ser limitado por um processo de transporte que determina a taxa lentamente.
Quimissorção envolve interações de mesma ordem de grandeza que ocorrem durante reações químicas e a formação de ligações químicas. Natureza altamente direcional resulta em fortes ligações de moléculas de adsorbato a locais reativos na superfície e uma perda concomitante de identidade do adsorbato. Moléculas quimissorvidas são confinadas em uma monocamada.  

### Modelos que descrevem adsorção de gás em sólidos porosos
Dois modelos são utilizados para descrever fenômenos de adsorção em sólidos porosos. O modelo de Langmuir descreve a adsorção específica da superfície envolvendo forças fortes e rações de superfície. Já o modelo Brunauer-Emmett-Teller (BET) é aplicado aos casos em que interações não direcionais fracas resultam na adsorção não específica da superfície na ausência de reações superficiais.
Assim, a principal diferença entre os modelos é que o BET leva em consideração a adsorção multicamada, importante quando se trata de poros maiores que 2 nm.

## Complexidade e Heterogeneidade
Existe a possibilidade de combinar mais de 2 tipos de unidades de construção em uma única estrutura. Assim, ocorre complexidade dentro da estrutura, que pode ser alcançada introduzindo:
(i) múltiplos linkers diferentes;
(ii) várias SBUs diferentes;
(iii) SBUs e linkers diferentes;
(iv) ordenando vagas em uma única estrutura do MOF.
Já a heterogeneidade é dada pelo arranjo espacial indefinido, logo, as possíveis sequências emergentes são resultado da natureza química dos constituintes de forma individual e condições de reação. Assim, a heterogeneidade pode ser introduzida através de:
(i) múltiplos ligantes intercambiáveis que são diferentes em relação a sua composição química;
(ii) vários íons metálicos que formam a mesma SBU;
(iii) vagas aperiódicas na espinha dorsal de uma única estrutura do MOF., referidos como MOFs multivariados.

## Aplicações dos materiais de estrutura reticular
Atualmente o campo da química reticular está sendo expandido para além da síntese e caracterização de novos materiais, gerando novas aplicações possibilitadas por suas estruturas cristalinas com áreas de superfície excepcionais, aberturas de poros adaptáveis e sua extensa diversidade estrutural, superando as dos materiais porosos tradicionais .
Entre as propriedades encontra-se a capacidade de armazenamento de gás ultra-altas, alta seletividade nas separações de gás e a capacidade de coletar água do ar. Além disso, permite criar arranjos com centro catalítico projetados com precisão para transformações altamente seletivas. Existe também a possibilidade de produzir materiais condutores e porosos para aplicações como supercapacitores ou eletrocatálise.
O controle obtido sobre o tamanho das partículas e poder acessar materiais em formas específicas facilita a preparação de filmes finos, membranas e corpos moldados para separação de gases e aplicações catalíticas, como sistemas de administração de medicamentos.
O conhecimento de estruturas cristalinas é fundamental para o desenvolvimento de materiais híbridos, como nanocatalisadores de metal encapsulados. Hoje em dia já ocorre a produção em escala industrial para diferentes aplicações, como para tanques de armazenamento de gás.

## Estruturas orgânicas covalentes (COFs)

#### Perspectiva histórica sobre a descoberta das estruturas orgânicas covalentes
A formação de sólidos estendidos cristalinos também pode ocorrer através das ligações apenas de unidades orgânicas de construção com ligações covalentes entre os elementos como H, B, C, N, O e Si, em estruturas orgânicas covalentes (COFs) .
Os desafios sintéticos encontrados nos COFs são diferentes daqueles pertencentes aos MOFs. O grande desafio na síntese de MOFs é controlar as métricas das unidades de construção para abrir suas estruturas em um maneira racional de produzir sólidos estendidos cristalinos e porosos. Isso foi alcançado pela primeira vez juntando aglomerados de metal polinucleares com ligadores orgânicos proporcionando materiais arquitetonicamente estáveis e permanentemente porosos. Como tal, o desafio de sintetizar MOFs era transformá-los em materiais cristalinos e estabelecer sua porosidade. Na química orgânica, nenhum sólido estendido cristalino 2D ou 3D era conhecido e, como tal, o primeiro desafio foi produzir os COFs e acima de tudo, obtê-los na forma cristalina.
Para entender o significado da realização sintética de COFs e do potencial dessa classe de materiais, é necessário uma perspectiva histórica como esse campo surgiu e quais foram as descobertas da química orgânica sintética que influenciaram seu desenvolvimento. Em 1916, Gilbert N. Lewis publicou seu artigo seminal apresentando o conceito da ligação covalente para descrever a natureza da ligação dentro de moléculas. Neste trabalho, intitulado “o átomo e a molécula”, ele abordou os fundamentos e a questão básica de como os átomos podem ser ligados para formar moléculas e como as moléculas podem ser descritas no contexto de estrutura e reatividade. Desde a então, partindo desse conceito, os químicos orgânicos dominaram o ofício de sintetize de moléculas cada vez mais elaboradas que levam à arte e ciência de síntese total.
Apesar do fato do conjunto de ferramentas dos químicos orgânicos terem sido constantemente estendida ao longo do século passado, essa metodologia nunca foi aplicada a síntese de estruturas estendidas orgânicas 2D e 3D, um ponto destacado por Roald Hoffmann em 1993: “Os químicos orgânicos são habilidosos no exercício do controle em zero dimensões. Um subconjunto de químicos orgânicos aprendeu a exercitar controle em uma dimensão. Estes são químicos de polímeros, os construtores de cadeias ... mas em duas ou três dimensões, é um terreno baldio sintético" Isso levanta a questão por que essa química permaneceu pouco desenvolvida por tanto tempo. Um das razões para a falta de estruturas estendidas orgânicas cristalinas é que elas são ligadas por ligações covalentes inertes. Assim, reticular as unidades orgânicas de construção em estruturas estendidas cristalinas requerem que o processo seja realizado sob controle termodinâmico para permitir reversibilidade microscópica. Esse desafio foi abordado com o desenvolvimento de COFs, uma classe de 2D e 3D estendida sólidos orgânicos estendidos cristalinos No contexto do trabalho original de Lewis, COFs se tornaram a extensão natural da molécula em 2D e 3D. Assim como as moléculas fixam os átomos em arranjos específicos, os COFs são arranjos geométricos de moléculas ligadas a estruturas periódicas através de ligações covalentes. O desenvolvimento da química do COF tem sido fortemente correlacionado ao progresso feito na química orgânica sintética.

#### Estruturas Orgânicas Covalentes
A síntese de sólidos orgânicos 2D e 3D estendidos e cristalinos, onde moléculas unidades de construção são costuradas através de ligações covalentes permaneceu um área não desenvolvida de pesquisa ao longo do século XX. Acreditava-se amplamente que o produto dessa reticulação seria inevitavelmente amorfo. Um dos valores da química orgânica era o fato de que os compostos podem ser fabricados de forma controlada, com precisão atômica e em fase pura o que pode, no caso de sólidos 2D e 3D estendidos, só ser garantido se eles possuíssem cristalinidade.
Antes do desenvolvimento da química covalente dinâmica, era amplamente aceito que a reversibilidade microscópica necessária para a cristalização de moléculas orgânicas em estruturas estendidas ligadas covalentemente era difícil, se não impossível, de alcançar. Esse desafio foi comumente referido como o "problema de cristalização". Em 2005, Omar M. Yaghi e colegas de trabalho relataram o primeiro prolongamento cristalino orgânicos. A síntese dos dois quadros relatados, denominado COF-1, foi conseguido utilizando a reversibilidade da formação de boroxina e éster boronato, respectivamente. O desafio na cristalização de COFs formados por essas reações de condensação é: a reação precisa ser mais lenta e a água deve permanecer na mistura reacional para permitir reversibilidade total da formação da ligação e, portanto, erros correção. Para desacelerar a reação, ela é realizada em uma mistura solvente 1:1 v/v de dioxano/mesitileno em que o material de partida não é totalmente solúvel. Para garantir reversibilidade da formação da estrutura, a reação é realizada em um local selado como um Tubo de pirex, impedindo a evaporação da água liberada na condensação.
A difração de raios X em pó do material confirmou inequivocamente que a COF-1 cristaliza em uma topologia em favo de mel em camadas (hcb). As camadas do COF-1 têm aberturas de 15,1 Å e empilham em uma conformação escalonada ao longo de um eixo. Esse arranjo leva à formação de canais em zigue-zague de 7 Å de diâmetro, propagando-se ao longo do eixo cristalográfico, tornando assim COF-1 poroso. COF-5 é feito por a condensação cruzada de BDBA com HHTP resultando em um éster boronato estrutura vinculada. A reação de condensação requer condições análogas as  a COF-1. A estrutura resultante também é de topologia hcb; No entanto, aqui as camadas 2D são empilhadas de maneira eclipsada, resultando em grandes canais mesoporosos de 27 Å de largura ao longo de uma direção.
A natureza covalente de COF-1 e COF-5 confere a esses materiais excelente estabilidade térmica de até 600°C. O aquecimento sob vácuo dinâmico resulta na remoção de moléculas de solvente residuais dos poros e dos materiais ativados do COF-1 e COF-5 sustentam porosidade permanente com áreas determinadas pelo método BET de 711 e 1590 m2g-1, respectivamente.
Esta primeira realização de estruturas estendidas cristalinas compostas apenas por átomos leves e preparado por síntese racional destaca o valor agregado das unidades orgânicas de construção através de ligações covalentes em oposição a fracas interações não covalentes. Os fortes vínculos direcionais conferem aos COFs uma alta estabilidade térmica e arquitetônica e, assim, permitir a remoção do solvente moléculas de seus poros. Em forte contraste com algumas estruturas supramoleculares, COFs exibem porosidade permanente, o que abre o campo da química orgânica para aplicações em áreas como armazenamento de gás, separação de gás e catálise, etc
Após a síntese de COFs 2D estendidos, a próxima progressão óbvia foi expansão dessa essa química para 3D. As condições de síntese para esses COFs seguem as considerações básicas estabelecidas para suas contrapartes 2D, sendo a principal diferença que as reações são realizadas a uma temperatura mais baixa de 85°C em oposição a 120∘C. A reticulação das unidades de construção tetraédrica e trigonal leva a redes e existem duas topologias possíveis para esse cenário, a ctn e a rede bor. Os grandes poros 3D em combinação com o fato de que esses materiais são inteiramente construídos a partir de elementos leves (C, Si, B, O, H) forma duas estruturas com densidades excepcionalmente baixas de 0,18 e 0,17 g cm-3 para COF-105 e COF-108, respectivamente. Esses valores são marcadamente inferiores aos de MOFs altamente porosos como MOF-5 (0,59 g cm-3 ) ou MOF-177 (0,42 g cm-3 ) e COF-105 e COF-108 constituíam os cristais de menor densidade conhecidos no momento.

## Ligações nas estruturas orgânicas covalentes
A década seguinte à realização de compostos orgânicos covalentes 2D e 3D cristalinos (COFs) em 2005 e 2007, respectivamente, teve um crescimento exponencial desse campo de pesquisa. Em contraste com as estruturas metal-orgânicas (MOFs), que são construídos principalmente a partir de ligações carboxilato-metal, pesquisa no campo das COFs tem sido dedicada à expansão do escopo de produtos químicos de ligação acessíveis. Para cada nova ligação, o “problema da cristalização” deve ser superado e condições para a formação das  de estruturas cristalinas dos materiais precisam ser elaborados. Para proporcionar sólidos cristalinos estendidos, a formação da ligação entre as unidades de construção individuais deve ser reversível sob as condições de reação determinadas e as taxas de reação devem ser rápido o suficiente para permitir a autocorreção suficiente de defeitos. Usando ligações covalentes como ligações, acaba apresentando um desafio especial para a cristalização devido à sua tendência de se formar irreversivelmente em condições amenas. COFs são construídos de unidades orgânicas de construção molecular que precisam manter sua estrutura integra durante o processo de reticulação. Assim, as condições devem ser identificadas onde a formação reversível de ligações é possível sem recorrer a extremos como altas temperaturas e/ou pressões para evitar a destruição dos blocos de construção orgânicos.

### COFs de Espiroborato
A formação da estrutura de espiroborato de topologia sql ICOF-1 ([(OHM) (TMB) 2] espiroborato)) é alcançada pela reação de transesterificação do macrociclo OHM funcionalizado com octa-hidroxi com TMB (trissimetoxi borato).  A formação de ligações de espiroboratos a partir de dióis e boratos é totalmente reversível na presença de uma base fraca. Para determinar as condições de formação de ligação reversível, um modelo de reação entre o análogo monotópico OHM (3,6-di (prop-1-in-1-il) -9H-fluoreno-9,9-diil) dimetanol) e O TMB foi avaliado. A reação prossegue até 60 minutos à temperatura ambiente na presença de dimetilamina como base, enquanto na ausência da base é observada uma reação mais lenta. Para cristalizar o ICOF-1, a reação é realizada em DMF (N, N' -dimetilformamida) como um solvente a 120°C por sete dias. O DMF decompõe-se lentamente a esta temperatura, liberando gradualmente dimetilamina na mistura de reação. A geração in situ de base garante a nucleação controlada lenta e, assim, promove a cristalização. O ICOF-1 mostra porosidade permanente, embora com uma área BET de apenas 210 m2g-1, atribuída aos cátions grandes que residem nos poros da estrutura. Consequentemente, a troca dos contra-íons volumosos de [Me 2 NH 2] + com íons Li + menores aumenta a área da superfície para 1022 m2g-1. A investigação da estabilidade química do espiroborato COF em relação à água e à base revela que o ICOF-1 é substancialmente mais estável nessas condições em comparação com os COFs associados à boroxina, éster de boronato ou borosilicato. Não são observadas alterações significativas na área da BET e no padrão de difração de raios X do pó (PXRD) do material após imersão da amostra em água ou solução aquosa de LiOH 1 M por dois dias. Isso pode ser racionalizado com base na coordenação adicional da base de Lewis com o boro e na natureza quelante do éster espirocíclico, tornando as vias de hidrólise menos favoráveis.

### Ligações Baseadas em Reações de Base de Schiff
As reações de base de Schiff estão entre as reações mais amplamente estudadas na química covalente dinâmica. A vantagem dessas reações é que a reversibilidade na formação da ligação é alcançada empregando o ácido como catalisador. Consequentemente, as ligações formadas são relativamente estáveis a pH neutro, mesmo no presença de água. O mecanismo das reações à base de Schiff é geralmente iniciado pela protonação de um grupo carbonil (isto é, aldeído, cetona) para tornar o carbono carbonil mais eletrofílico. O ataque nucleofílico subsequente de um grupo amina, bem como a transferência intramolecular de prótons, produz um intermediário hemiaminal que forma a base de Schiff após a eliminação da água. Dependendo do substituinte na porção amina, esta química pode produzir iminas, hidrazonas, azinas, β-cetoenamias, fenazinas ou benzoxazóis.

### Ligações Imida
Ao contrário da química reversível à base de Schiff, a formação de ligações imidas não foram estudadas na química covalente dinâmica. Dependendo das condições da reação, a formação da ligação imida pode ser realizada sob condições reversíveis.  A reação da ftalimida formada com um segundo equivalente de amina produz ftalamida que pode ser convertida novamente em altas temperaturas. Alternativamente, a ftalamida pode reagir com a água para produzir ácido 2-carbamoilbenzóico. O ácido 2-carbamoilbenzóico pode se converter novamente na presença de uma amina. Em alta temperatura, o ácido 2-carbamoilbenzóico desidrata em ftalimida e esse processo pode ser revertido por hidratação. Alternativamente, o ácido 2-carbamoilbenzóico pode ser transformado em ácido ftálico por reação com água. Esta reação pode ser novamente revertida na presença de amina. O ácido 2-carbamoilbenzóico também pode hidrolisar na presença de prótons para produzir o anidrido ftálico e pode ser reformado por reação com uma amina. Por último, mas não menos importante, o anidrido ftálico pode ser hidrolisado para formar ácido ftálico e essa transformação pode ser revertida a temperaturas elevadas. Fazendo um balanço dessas reações, podemos resumir que, na presença de base e em altas temperaturas Um equilíbrio entre vários produtos diferentes pode ser estabelecido, sendo a ftalimida o produto termodinamicamente preferido em altas temperaturas.

### Ligações Borazina
A decomposição térmica de adutos de arilamina-borano ou boronitrihaleto em solventes apróticos leva à formação de anéis de borazina, que é estrutural às unidades construtoras de boroxina e triazina encontradas em COFs.
A borazina tem sido utilizada na fabricação de cerâmicas à base de BN ou em optoeletrônica. Até o momento, o uso da borazina como unidade construtiva para a preparação de polímeros permanece escasso. Polímeros ligados por títulos B-N são muito procurados, mas sua preparação continua desafiadora. Arquiteturas cristalinas com base na formação de ligações B-N, como nitreto de boro (BN), geralmente são acessíveis apenas através de sínteses em estado sólido de alta temperatura e alta pressão.
A síntese da topologia do hcb ligada à borazina COF [BLP] borazina é obtida pela decomposição térmica de BLP (1,3,5- (p-aminofenil) -benzeno-borano) em uma mistura solvente de mesitileno a 4:1 v/v/tolueno a 120°C em um tubo de pirex selado à chama. Essas condições são visivelmente mais brandas do que aquelas usadas na síntese de nitreto de boro. Os tubos de pirex são necessários porque o hidrogênio, o subproduto da reação, deve permanecer no equilíbrio da reação para permitir a reversibilidade microscópica. A borazina [BLP] cristaliza no grupo espacial hexagonal e é construída a partir de camadas hcb empilhadas de maneira eclipsada. O material é termicamente estável até 420∘C e mostra estabilidade arquitetônica ao evacuar o solvente de seus poros, produzindo uma estrutura permanentemente porosa com uma área de superfície BET de 1178 m2g-1.

### Ligações de Acrilonitrila
Tem sido um grande esforço de pesquisa a realização de COFs com base em ligações C=C. Este é um feito difícil, porque a inércia de tais ligações geralmente torna sua síntese irreversível e, portanto, é difícil estabelecer condições para cristalizar estruturas estendidas com base nessa ligação. Uma abordagem é tornar a ligação C=C da ligação mais polar, introduzindo grupos fortes retiradores de elétrons em sua vizinhança. De acordo com essa estratégia, as ligações de acrilonitrila podem se formar reversivelmente.
A formação de COFs acoplados a C=C, compreendendo um backbone inteiramente híbrido sp2, é um desafio sintético. sp2C-COF ([(TFPPy) (PDAN) 2] acrilonitrila) é formado pela reação de TFPPy com PDAN (2,2 ′ - (1,4-fenileno) diacetonitrila) por formação de ligação de acrilonitrila. Na síntese, os materiais de partida são dissolvidos em uma solução 1: 5 v/v de mesitileno/dioxano. Solução aquosa de NaOH a 4 M é adicionada à mistura de reação como catalisador e a reação é realizada a 90°C ao longo de três dias. O sp2C-COF  cristaliza no grupo de espaço ortorrômbico c2 e com Canais grandes de 1,8 nm correndo ao longo do eixo cristalográfico. Após a ativação o material sustenta a porosidade permanente com uma área de superfície BET de 692 m2g-1 .
A espinha dorsal da estrutura de topologia sql resultante é inteiramente composta carbonos sp2 hibridos e dota o material com interessantes propriedades eletrônicos . O sp2C-COF é um semicondutor com uma diferença de band gap de 1,9 eV. No entanto, nas medições de condutividade elétrica, verificou-se que o sp2C-COF  é um isolador com um valor de condutividade ôhmica de apenas 6,1 × 10-14 S m-2. A oxidação química da estrutura com iodo pode melhorar os materiais condutividade em até 12 ordens de magnitude, dando uma condutividade ôhmica de 7,1 × 10-2 S m-2. Isto é devido à geração de radicais nas porções de pireno produzindo um material paramagnético com um alto número de portadores de carga.

## Funcionalização de COFs
O tipo de estrutura, métricas e tipo de ligação em estruturas orgânicas covalentes (COFs) podem ser adaptados.  Esses parâmetros determinam as propriedades físicas dos COFs, como sua estabilidade química e térmica, bem como a cristalinidade e a porosidade. Para criar materiais com função específica ou ajustar as propriedades de um determinado COF para um aplicativo direcionado, é necessário introduzir funcionalidades. Isso é alcançado pela introdução de moléculas hóspedes nos poros do COF, pela modificação covalente da coluna vertebral das estruturas e pela metalização de locais de ligação específicos dentro da estrutura. Historicamente, muito do que foi relatado na funcionalização de COFs foi inspirado no trabalho com moléculas discretas e na vasta caixa de ferramentas da química orgânica e organometálica sintética. A espinha dorsal orgânica dos COFs pode ser funcionalizada pré e pós sinteticamente para introduzir grupos funcionais em posições específicas dentro da estrutura. Da mesma forma, a metalização pré e pós-sintética de estruturas em locais de coordenação de metal pré-projetados pode ser alcançada. Aqui, é importante considerar que a aplicação desse conhecimento ao estado sólido requer estritamente um material poroso. No caso de modificações pré-sintético. A natureza porosa garante o espaço necessário para a introdução da funcionalidade na estrutura sem afetar as alterações nas métricas gerais da estrutura ou no tipo de estrutura. No que diz respeito à modificação pós-sintética, é necessária porosidade para garantir a capacidade de endereçamento dos constituintes da estrutura aos reagentes. A funcionalização dos COFs excede o que pode ser feito na química molecular porque sua porosidade permite ainda modos adicionais de funcionalidade, como aprisionar convidados funcionais nos poros e incorporar entidades moleculares nos cristais estendidos dos COFs.

### Modificação in situ
Uma maneira simples de introduzir funcionalidade nos COFs é incorporar grandes convidados funcionais em seus poros. Esse modo de funcionalização é afetado in situ durante a síntese do COF porque os convidados introduzidos excedem o tamanho dos poros (ship-in-a-bottle), o que impede a introdução pós-sintética e inclusão dessas espécies na estrutura. Teoricamente, um grande número de convidados em potencial, como biomoléculas, polioxometalatos ou nanopartículas de metal, pode ser introduzido com essa estratégia, mas até agora a viabilidade dessa abordagem só foi demonstrada para a incorporação de nanopartículas de óxido de metal.

### Modificação Pré-Sintética
Ao escolher vinculadores da mesma conectividade e geometria, mas com métricas diferentes, a expansão isoreticular de COFs é realizada para ajustar as métricas de poros de uma determinada estrutura. O princípio isoreticular não se limita ao ajuste das métricas de poros, mas também pode ser aplicado à funcionalização de estruturas, onde íons metálicos são coordenados ou grupos funcionais anexados a locais específicos do vinculador, sem interferir nas métricas gerais da estrutura do COF resultante.  Se a funcionalidade anexada não interferir com a reação de formação de COF, essas modificações podem ser afetadas pré-sinteticamente, o que permite a formação da estrutura funcionalizada em uma única etapa. A modificação pré-sintética das unidades de construção é a mais uma abordagem comum para a funcionalização de COFs e muitos grupos funcionais diferentes podem ser incorporados de acordo com essa estratégia. Um grande número de de modificação pré-sintética pois esse tipo de funcionalização também forma a base para subsequentes modificações pós-sintéticas.

### Modificação pós-sintética
Em muitos casos, os grupos funcionais interferem nas condições de síntese do COF e, consequentemente, essas funcionalidades precisam ser introduzidas pós-sinteticamente. Existem diferentes meios para conseguir isso: (i) o interior dos COFs pode servir como hospedeiro para a captura de moléculas funcionais, biomacromoléculas ou nanopartículas, (ii) transformações orgânicas podem ser realizadas na espinha dorsal orgânica da estrutura para anexar funções funcionais. grupos em posições específicas; (iii) íons metálicos podem ser incorporados em locais de coordenação de metais pré-projetados dentro da estrutura; (iv) ligantes podem ser trocados pós-sinteticamente com retenção total da cristalinidade e definição definitiva da estrutura; e (v) a ligação no o COF pai pode ser modificado para alterar as propriedades físicas e químicas inerentes à estrutura.

## Estruturação nanoscópica e macroscópica das estruturas orgânicas covalentes
Um desafio  surge com a transição da química molecular baseada em solução para a química de sólidos insolúveis, como estruturas orgânicas covalentes (COFs). A importância da cristalinidade para a elucidação da estrutura de COFs no nível atômico. Esse conhecimento é crucial, pois permite correlações estrutura-função e, portanto, otimização racional do material com relação a suas propriedades estruturais (topologia e métricas de estrutura) e propriedades químicas (estabilidade química da ligação, funcionalidade anexada na espinha dorsal). Enquanto a cristalinidade fornece informações sobre o longo alcance ordem na escala atômica, não está estritamente relacionado com a nanoscópica ou macromorfologia escópica do material. Este é um ponto importante a considerar com no que diz respeito às aplicações de materiais heterogêneos em que a morfologia desempenha um profundo impacto e os COFs receberam muita atenção no contexto da eletrônica orgânica, porque eles exibem alta mobilidade de transporte de carga, são materiais de armazenamento de energia pseudocapacitivos e podem ser empregados como eletrocatalisadores. Todas essas aplicações se beneficiam de formas nanoestruturadas COFs.
Em geral, os materiais orgânicos podem ser processados (por exemplo, filmes finos, cristais) da solução, mas COFs, diferentemente dos polímeros 1D convencionais ou orgânicos insolúveis em solventes orgânicos comuns ou em água e geralmente são isolado como pós microcristalinos agregados. No que diz respeito ao processamento amostras de pó podem ser esfoliadas em folhas dispersas de poucas ou monocamadas por abordagens de cima para baixo, como sonicação, moagem ou esfoliação química.

### Abordagem Top–Down (de cima para baixo)
Uma estratégia amplamente aplicável para acessar filmes finos de COFs é esfoliar cristalitos de estruturas em camadas. Tais estruturas são geralmente construídas a partir de unidades de construção aromáticas e é necessária uma entrada de energia para interromper as fortes interações π–π entre as camadas. Essa energia pode ser aplicada ao sistema por diferentes meios, como sonicação ou retificação mecânica. A vantagem dessas abordagens de cima para baixo (Top–Down) é que elas são amplamente aplicáveis a uma ampla gama de COFs, pois não possuem requisitos específicos com relação à estrutura ou composição química do material. Infelizmente, as espessuras dos filmes obtidos dessa maneira geralmente mostram uma ampla distribuição de tamanho. Alternativamente, as camadas nos cristalitos de COF podem ser manipuladas quimicamente por reação com substituintes volumosos para separar as camadas e quebrar as interações π – π, uma abordagem denominada esfoliação química. Aqui, a vantagem é que filmes muito finos de espessura uniforme podem ser obtidos, mas a aplicabilidade dessa abordagem é limitada pela necessidade de funcionalidades específicas para realizar a transformação química que induz a esfoliação.

### Abordagem Bottom–Up (de baixo para cima)
Em contraste com as abordagens de cima para baixo (Top–Down), onde o COF é primeiramente isolado como um pó microcristalino e posteriormente esfoliado para obter materiais nanoestruturados, as abordagens de baixo para cima (Bottom–Up) têm duas vantagens significativas: (i) um maior grau de controle sobre o tamanho da característica do material , (ii) o potencial de obtê-los em outras morfologias que não sejam filmes finos; e (iii) o potencial de interface direta com substratos específicos.
O grande desafio na formação de Bottom–Up de COFs nanoestruturados é devido a limitações práticas em relação às condições de síntese empregadas. É importante considerar que o mecanismo de cristalização desses materiais é muito mais complexo que isso. Compreender e manipular a nucleação e o subsequente crescimento de sementes durante a cristalização de COFs é o cerne do controle de sua morfologia. Sob condições de síntese convencionais, os COFs são isolados como pós microcristalinos agregados e para obtê-los como nanopartículas de tamanhos diferentes ou como filmes com espessura uniforme e controlável, vários desafios precisam ser enfrentados. O crescimento convencional de COF é geralmente realizado em suspensões e não em soluções homogêneas. Como resultado, não há controle sobre o passo inicial de nucleação e, consequentemente, partículas de vários tamanhos e formas são obtidos. Para resolver isso e descobrir os parâmetros que precisam ser ajustados para controlar a morfologia das estruturas e o tamanho dos recursos, o mecanismo de cristalização de COF precisa ser decifrado.

## Poliedros Metalorgânicos e Poliedros Orgânicos Covalentes
A química reticular preocupa-se em vincular unidades de construção molecular através de fortes ligações em estruturas predefinidas. A maioria dos produtos de síntese reticular são estruturas estendidas em 2D ou 3D; no entanto, esta química pode ainda ser aplicada para direcionar a formação de compostos 0D discretos. A descrição com os princípios abordados no contexto de redes metalorgânicas (MOFs) e estruturas orgânicas covalentes (COFs) podem ser aplicados à síntese de poliedros metalorgânicos (MOPs) e  poliedros orgânicos  covalentes  (COPs) - compostos de gaiola intrinsecamente porosos discretos.
No que diz respeito aos MOPs, apenas são discutidas estruturas baseadas em unidades de construção secundárias (SBUs). Para mais informações sobre gaiolas de coordenação baseadas em nós metálicos únicos. Para COPs, a discussão é limitada a estruturas baseadas em químicas de ligação utilizadas na química de COF e em outras gaiolas orgânicas persistentes.